# Plavání na otevřené vodě na mistrovství Evropy v plaveckých sportech 1999
Závody v plavání na otevřené vodě na mistrovství Evropy v plaveckých sportech za rok 1999 proběhly v Istanbulu, Turecko ve dnech 22. července až 1. srpna 1999.

## Česká stopa
V závodě na 5 km žen startovalo 26 závodnic – Petra Venturová (*1976) z USK Praha obsadila 22. místo. V závodě na 25 km žen startovalo 21 závodnic – Eva Nováková (*1977) z KVS Plzeň obsadila 11. místo a Radka Nechmačová (*1978) z KPSP Kometa Brno 12. místo. 
V závodě na 5 km mužů startovalo 30 závodníků – Pavel Srb (*1980) z TJ Bohemians Praha obsadil 14. místo, Rostislav Vítek (*1976) z KPSP Kometa Brno 19. místo a Václav Kyral (*1979) z ASC Dukla Praha 21. místo. V závodě na 25 km mužů startovalo 19 závodníků – Rostislav Vítek (*1976) z KPSP Kometa Brno obsadil 11. místo, Pavel Srb (*1980) z TJ Bohemians Praha 12. místo a Vítězslav Budňák (*1979) z KPSP Kometa Brno 14. místo.

## Výsledky
| Muži  | Zlato                     | Zlato     | Stříbro                | Stříbro   | Bronz                  | Bronz     |
| ----- | ------------------------- | --------- | ---------------------- | --------- | ---------------------- | --------- |
| 5 km  | Jevgenij Bezručenko (RUS) | 59:08,1   | Alexej Akaťjev (RUS)   | 59:13,5   | Samuele Pampana (ITA)  | 59:16,1   |
| 25 km | Alexej Akaťjev (RUS)      | 5:11:06,6 | Anton Sanačov (RUS)    | 5:11:59,7 | André Wilde (GER)      | 5:12:40,8 |
| Ženy  | Zlato                     | Zlato     | Stříbro                | Stříbro   | Bronz                  | Bronz     |
| 5 km  | Peggy Büchseová (GER)     | 1:01:56,6 | Viola Valliová (ITA)   | 1:01:57,8 | Britta Kamrauová (GER) | 1:02:00,6 |
| 25 km | Olga Gusevová (RUS)       | 5:58:28,3 | Angela Maurerová (GER) | 5:59:30,5 | Britta Kamrauová (GER) | 5:59:33,2 |

## Medailová bilance
V plavání na otevřené vodě se rozdělily celkem 4 sady medailí.
| Pořadí | Stát          |       | Muži    | Muži  | Muži  |         | Ženy  | Ženy  | Ženy    |       | Muži + Ženy | Muži + Ženy | Muži + Ženy | Celkem |
| Pořadí | Stát          | Zlato | Stříbro | Bronz | Zlato | Stříbro | Bronz | Zlato | Stříbro | Bronz |             |             |             | Celkem |
| ------ | ------------- | ----- | ------- | ----- | ----- | ------- | ----- | ----- | ------- | ----- | ----------- | ----------- | ----------- | ------ |
| 1.     | Rusko (RUS)   |       | 2       | 2     | 0     |         | 1     | 0     | 0       |       | 3           | 2           | 0           | 5      |
| 2.     | Německo (GER) |       | 0       | 0     | 1     |         | 1     | 1     | 2       |       | 1           | 1           | 3           | 5      |
| 3.     | Itálie (ITA)  |       | 0       | 0     | 1     |         | 0     | 1     | 0       |       | 0           | 1           | 1           | 2      |
| Celkem | Celkem        |       | 2       | 2     | 2     |         | 2     | 2     | 2       |       | 4           | 4           | 4           | 12     |